# (22896) 1999 TU6
1999 تي يو 6 (ويعرف أيضًا باسم (22896) 1999 تي يو 6 وفق تسمية الكوكب الصغير) (بالإنجليزية: 1999 TU6)‏ هو كويكب ضمن حزام الكويكبات؛ وترتيبه 22896 من حيث الاكتشاف.
اكتُشف هذا الجُرم الفلكي بواسطة كورادو كورليفيتش في 6 أكتوبر 1999.

## وصلات خارجية
- (22896) 1999 TU6 في قاعدة بيانات مختبر الدفع النفاث لأجرام النظام الشمسي الصغيرة

- الاكتشاف · مخطط المدار ·  العناصر المدارية · المعلمات المادية

- (22896) 1999 TU6 على موقع ويكي سكاي: DSS2, SDSS, GALEX, IRAS, Hydrogen α, X-Ray, Astrophoto, Sky Map, Articles and images